# Coloradoa paradoxa
Coloradoa paradoxa är en insektsart. Coloradoa paradoxa ingår i släktet Coloradoa och familjen långrörsbladlöss. Inga underarter finns listade i Catalogue of Life.